# Ventrifossa petersonii
Ventrifossa petersonii es una especie de pez de la familia Macrouridae en el orden de los Gadiformes.

## Morfología
• Los machos pueden llegar alcanzar los 42 cm de longitud total.

## Hábitat
Es un pez de aguas profundas que vive entre 296-1.019 m de profundidad.

## Distribución geográfica
Se encuentra en Somalia y desde el Mar de Andaman hasta Indonesia.